# HH-leden

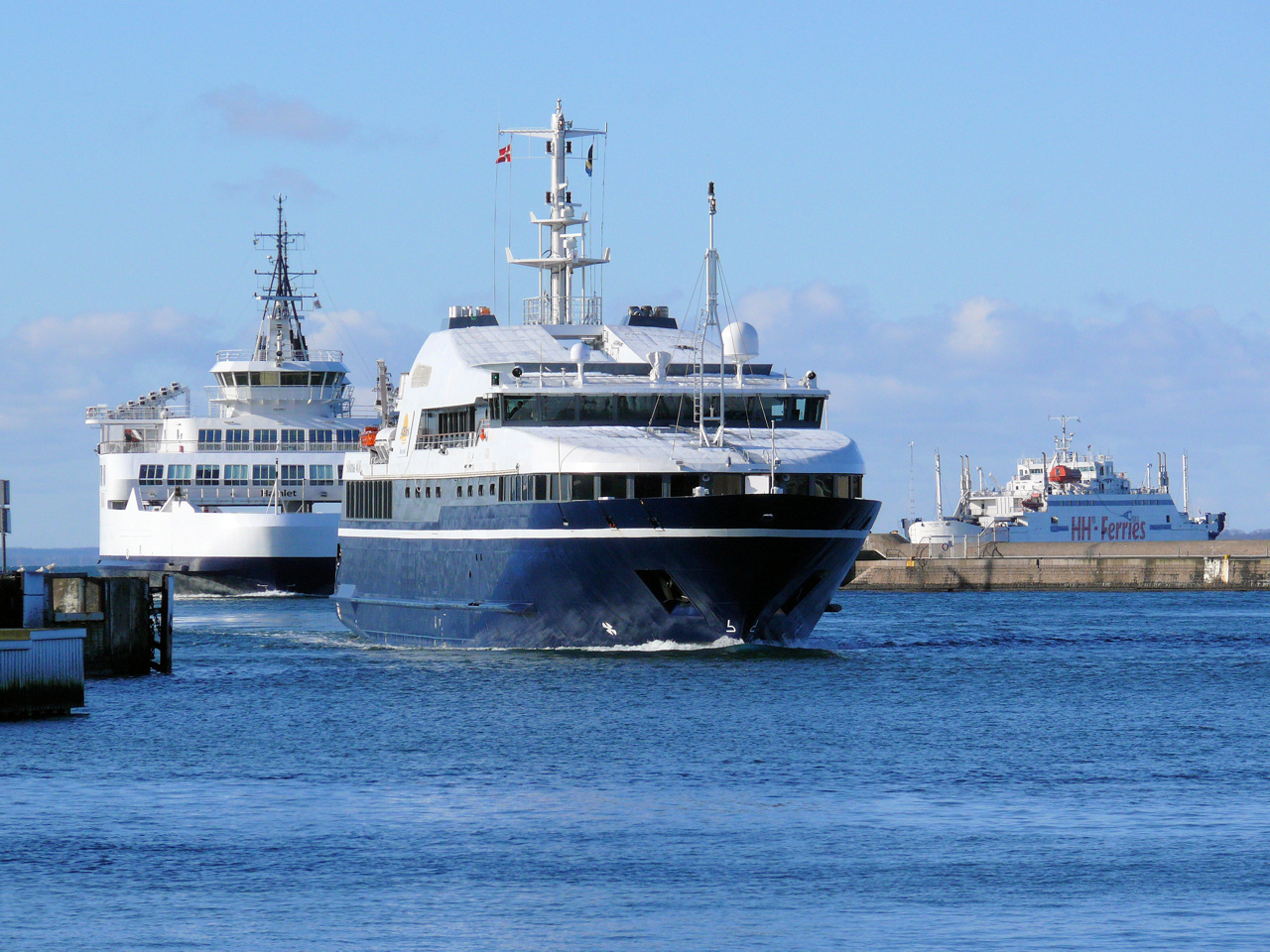
Fartyg från de tre rederierna på HH-leden år 2008. Från vänster: Scandlines, Ace Link och HH-Ferries.

HH-leden är ett vanligt förekommande namn på den färjeled som går över Öresund mellan Helsingborg och Helsingör. HH kommer från första bokstaven i namnen på de båda hamnstäderna. Det är 4,8 kilometer mellan färjelägena.

## Nuvarande verksamhet

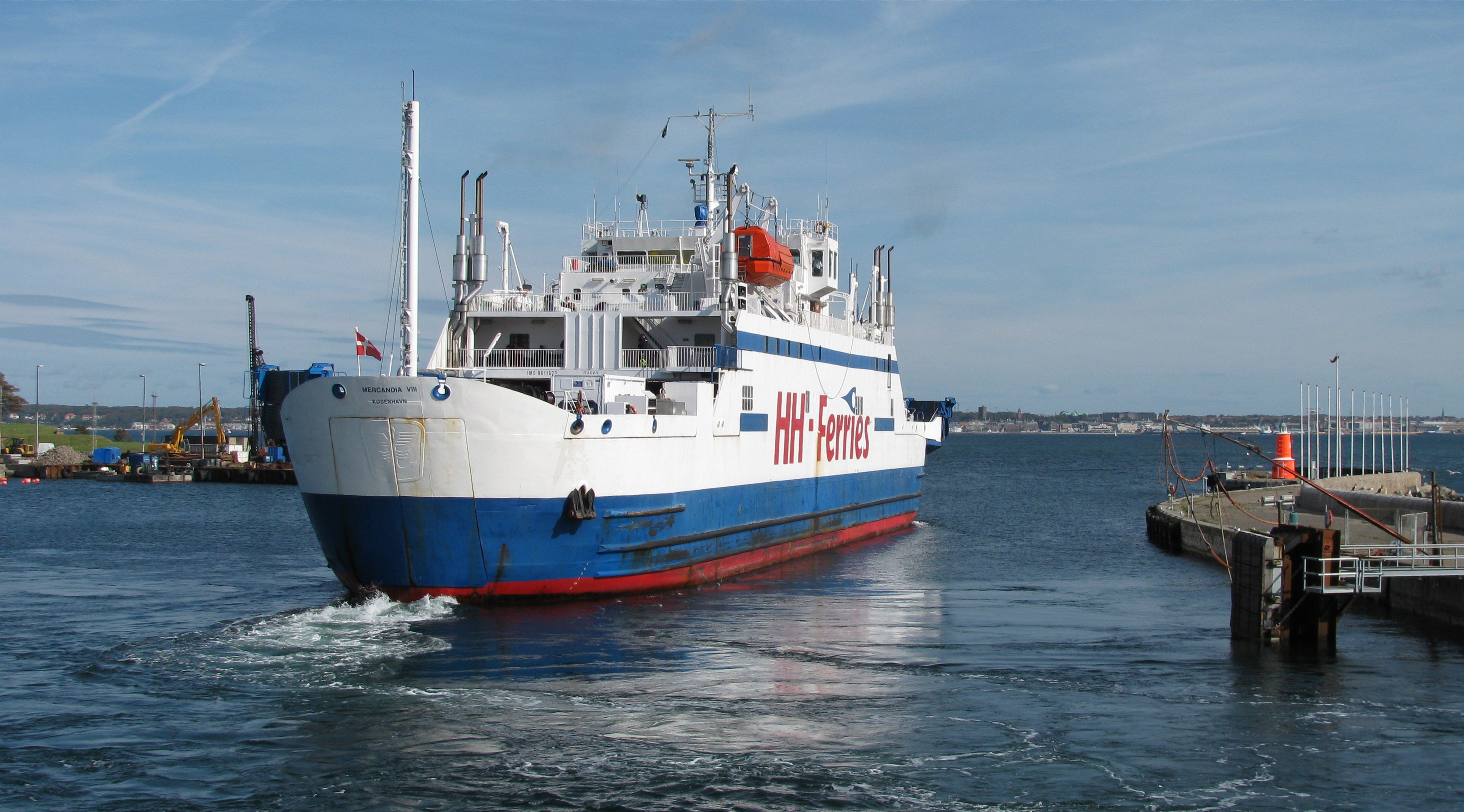
Ett HH-ferries-fartyg lägger ut från Helsingör.

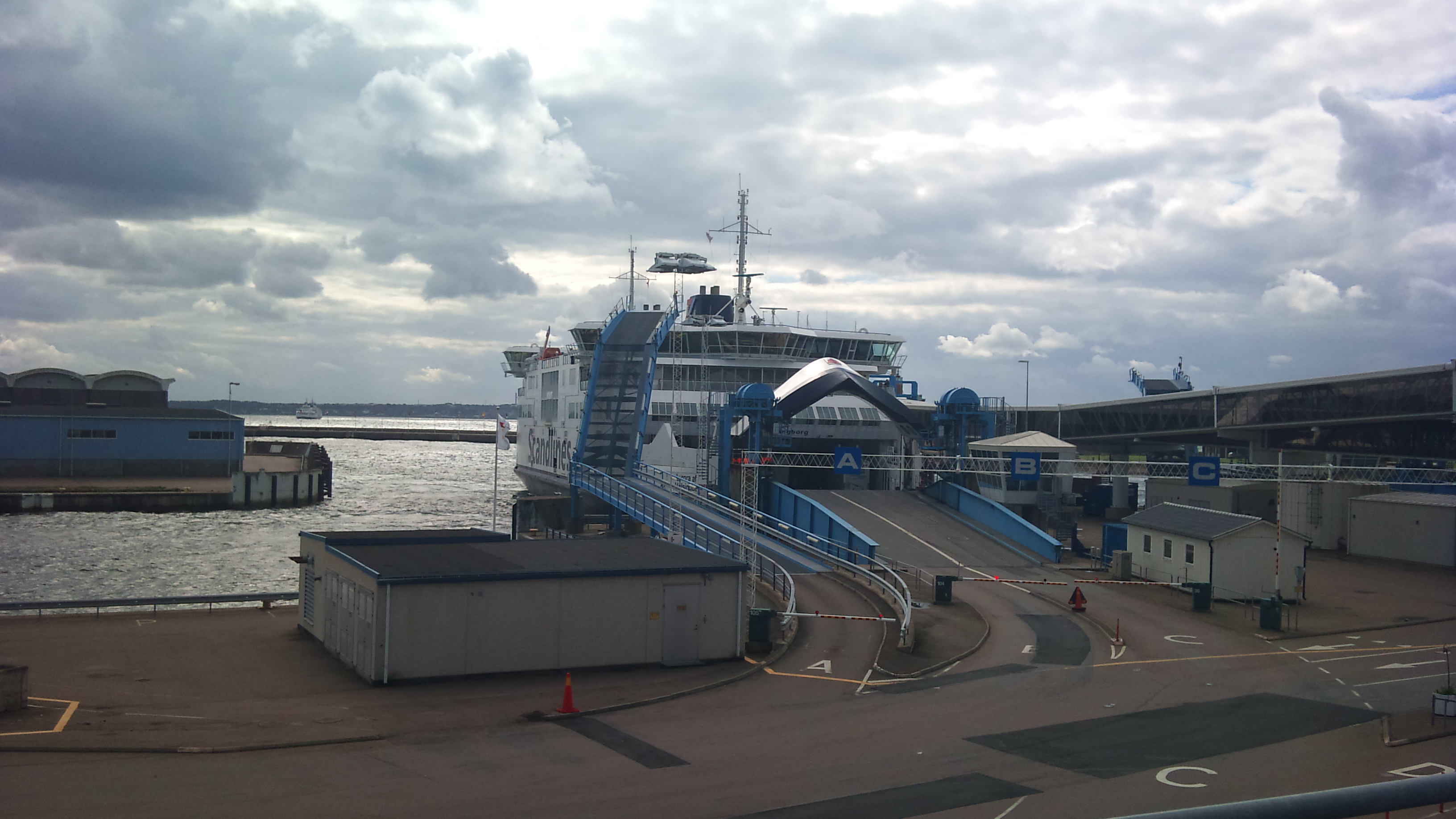
Scandlines färjeläge i Helsingborg.

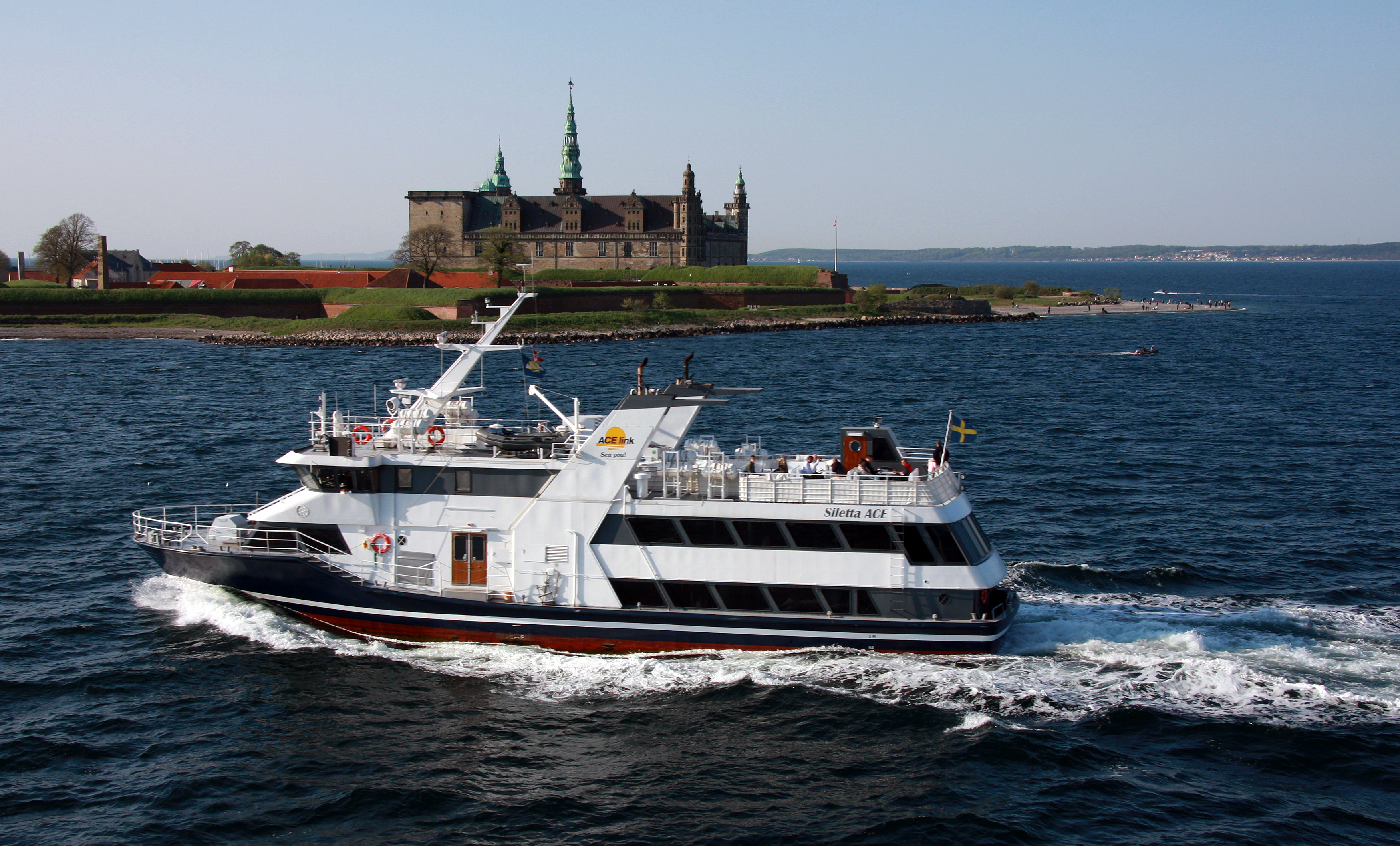
M/S Sundbuss Pernille (då M/S Siletta Ace) med Kronborg i bakgrunden på väg in i Helsingörs hamn.

Leden trafikeras för närvarande av två rederier: Öresundslinjen och Sundsbussarna. År 2011 reste 8,3 miljoner passagerare med leden över sundet som är en minskning sedan 2006 när det var nästan 11 miljoner passagerare. Det innebär att Helsingborg för första gången fick se sig slaget av Stockholm som Sveriges största passagerarhamn. Passagerarvolymen har minskat med 24% mellan 2007 och 2011.
Färjelinjen är en del av europavägarna E47 och E55, som slutar vid färjeläget i Helsingborg. De skyltas inte i Sverige, utan färjeläget skyltas enbart E4 på den svenska sidan. Linjen har fått konkurrens av Öresundsbron, men trafikvolymen har inte minskat så mycket på färjelinjen, eftersom att köra över bron kostar ungefär lika mycket som en bil med färjan, och det är 49 km kortare med färjan än bron räknat från E4/E6 till Köpenhamn. Bland lastbilstrafiken färdas fortfarande mer än 50 procent av lastbilarna över HH-leden.

### Hamnar och anslutningar
Hamnen i Helsingborg ligger centralt. För att köra bil mot E4/E6 norrut, skyltas den södra utfarten ur Helsingborg. Många som ska från staden eller färjan använder dock den norra utfarten som även kallas Ängelholmsleden, eftersom det är 5 km kortare den vägen från färjan. Problemet med denna väg är att man passerar rakt genom centrum, så tidsmässigt blir det jämbördigt om man kommer från färjan. Dessutom försämras stadsmiljön och trafiksäkerheten för de gående i centrum om folk åker så.
Hamnen i Helsingör ligger också centralt. Vägen går längs ganska hårt trafikerade gator längs 6 km innan man når motorvägen.
Båda hamnarna har färjeterminaler gemensamma med järnvägs/busstation.

### Rederier
- Öresundslinjen – trafikerar med fyra bilfärjor och har avgångar dygnet runt från Helsingborgs centralstation, var 15:e/20:e minut dagtid och kvällar, mer glest på nätterna. Nu för tiden tar Mercandia IV bara godstransport vilket ledder till att det bara blir tjugominuterstrafik för övrig trafik. Däremot har frakt en speciell tidtabell där det går 4 i timmen så det för frakt blir nästan var 15:e minut. Färjorna tar både bil- och busspassagerare, samt gående.
  - M/S Tycho Brahe
  - M/S Aurora af Helsingborg
  - M/S Hamlet
  - M/S Mercandia IV
  - M/S Mercandia VIII

- Sundsbussarna – egentligen Sundbusserne A/S, trafikerar HH-leden med en (Två under sommaren) passagerarfärjar under dagtid. Rederiet avgår i Helsingborg från Gamla tullhuset och i Helsingör från en särskild Sundsbussterminal.
  - M/S Sundbuss Pernille
  - M/S Sundsbuss Jeppe

(Jeppe körs endast under sommarperioden)

## Historia
På 1000-talet konstaterade prästen Adam av Bremen att Öresunds smalaste del ligger vid Helsingborg. Då Skånelandskapen under en lång tid var en del av Danmark har denna led alltid varit vältrafikerad och mycket handel har gått mellan de olika landsdelarna. När Skånelandskapen 1658 erövrades av Sverige minskade trafiken.

### Färjemanslaget
I Helsingborgs stads privilegiebrev från 1414 stod skrivet att stadens borgerskap ålades att tillhandahålla färjor mellan Själland och Helsingborg. Även privilegiebreven från 1440 och 1470 innehåller samma föreskrivningar. Denna uppgift utfördes av en grupp färjemän som senare slog sig samman till ett färjemanslag, vars äldsta bevarade stadgarna är från 1622. På 1500-talet tillhandahölls två färjor för överfart, men vid tillfällen räckte inte detta till. Särskilt var det den omfattande frakten av boskap från Skåne till Själland som tog upp plats, vilket gav långa väntetider. För att råda bot på detta anlitade den danske kungen även färjemän från Helsingör för att ta hand om frakten. Räckte inte heller dessa till tilläts även personer utanför färjemanslaget att tillhandahålla båtar för överfart.
Då vattnet var för grunt utanför Helsingborg, som saknade en ordentlig hamn, använde de sina egna båtar för att transportera export- eller importvaror till och från de fartyg som låg förankrade på redden utanför Helsingör. Dessutom förde man över passagerare mellan Helsingborg och Helsingör, mest för att dessa skulle kunna bedriva handel på städernas torg, men även mer långväga passagerare medfördes. Man hade även större båtar för att transportera varor över sundet, inte bara till Helsingör, utan även till Köpenhamn och småhamnar på danska sidan, samt till Malmö och Landskrona. Runt år 1800 började man även sätta in något större båtar än de små och öppna som tidigare använts. Dessa var så kallade kosterbåtar, med en hytt under däck och relativt litet djupgående. På 1830-talet fick färjemännen ansvar för paketbåtfarten mellan Helsingborg och Helsingör och samtidigt medtog man passagerare vid överfarterna. De första åren förde man över ungefär 2000 resenärer per år. År 1832 byggdes en ny och större hamn i Helsingborg, vilket gjorde att man kunde använda större ångfartyg för överfarterna istället och därmed minskade färjemännens uppdrag betydligt. År 1836 började hjulångaren Maria trafikera sundet. Färjemansyrket blev mindre och mindre attraktivt och det sista bevarade protokollet över en transport utförd av Färjemanslaget är daterat 16 mars 1857.

### Fast färjeled

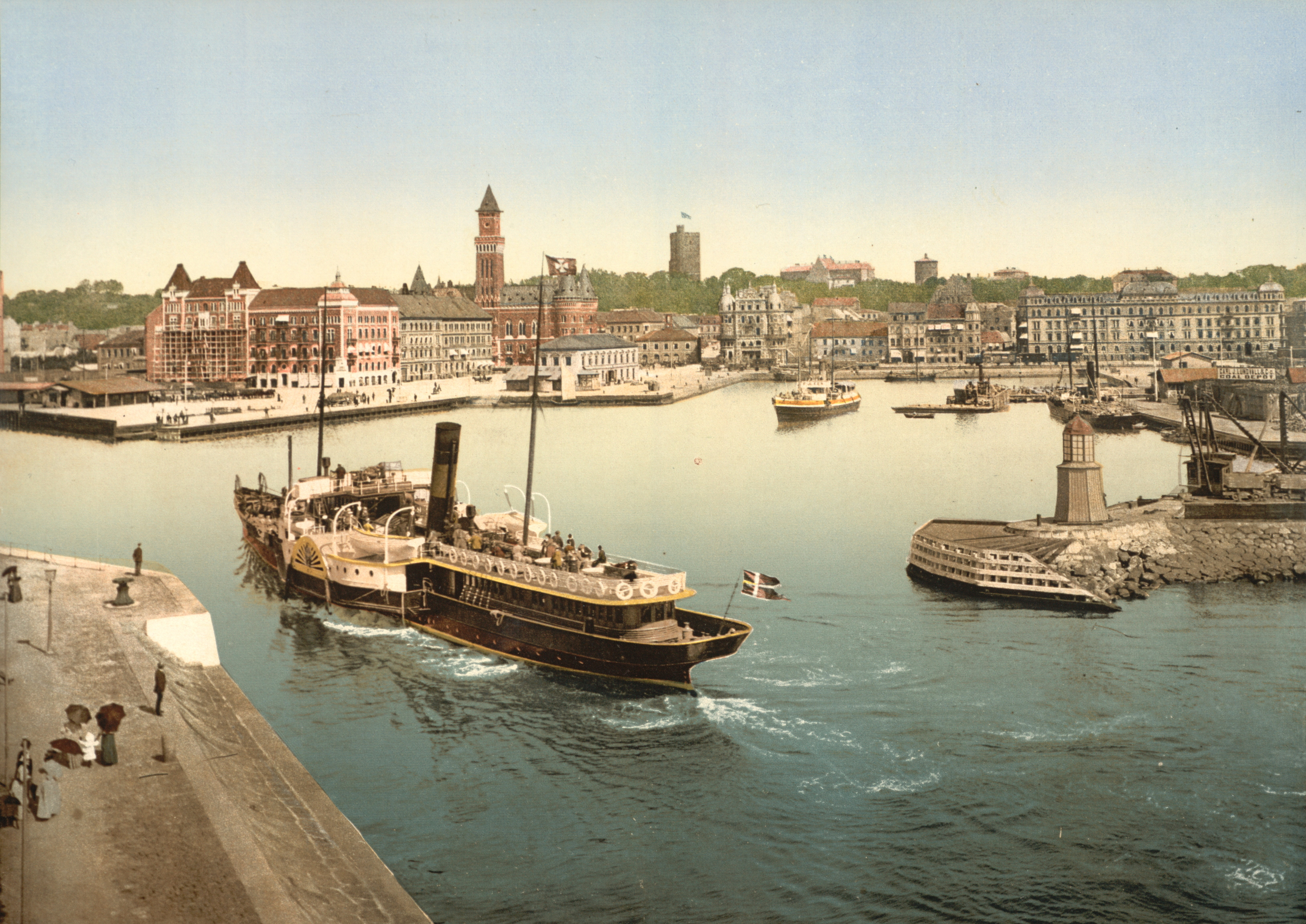
Helsingborgs hamn 1897.

Den första reguljära färjan var Helsingørs Dampskibs-Selskabs hjulångare S/S Hamlet, som 1842 sattes i trafik över sundet mellan Helsingborg, Helsingör och Köpenhamn. Senare fick Hamlet en systerfärja vid namn Ophelia, som från och med 1847 gick i regelbunden trafik mellan Helsingborg och Helsingör, och ännu en tid senare tillkom Horatio. Hjulångare lämpade sig dock inte bra när det låg is i sundet och därför fortlevde färjemanslaget ännu en tid. År 1855 bildades Helsingborgs Ångfartygsbolag, som tog upp konkurrensen på sundet med ångfartyget S/S Helsingborg. År 1859 beslutades det att ångbåtstrafiken skulle ta över postföringen över sundet. Konkurrensen på sundet ledde till ett snabbt prisfall, men 1865 slogs de två konkurrerande rederierna samman. Samtliga fartyg på rutten övertogs 1874 av danska DFDS, De forenede dampskibs-selskab. År 1888 förstatligades rutten av De Danske Statsbaner (DSB). I och med att färjan Kronprinsesse Louise togs i bruk på rutten den 10 mars 1892 invigdes den första tågfärjeleden mellan Helsingborg och Helsingör. I och med denna började sundet trafikeras i mycket högre grad.
Efter andra världskriget ökade passagerartrafiken stadigt. År 1950 reste nästan 2 miljoner personer mellan Helsingborg och Helsingör och antalet motorfordon var 127 000. 1952 infördes passfrihet mellan de nordiska länderna och detta gav att trafiken ökade kraftigt över sundet. Redan nästa dag reste över 55 000 passagerare och 4 000 bilar över färjeleden.

### Tura-begreppet och ökad färjetrafik
Konjunkturerna pekade uppåt och svenskarna började resa utomlands allt mer. Färjeturen Helsingborg-Helsingör blev ett begrepp - liksom Helsingborgsuttrycket att "tura", vilket innebär att man åker färja fram och tillbaka för nöjes skull, eventuellt ett flertal vändor fram och tillbaka.
Från början sköttes trafiken endast av danska DSB men 1955 startade Stockholms Rederi AB Svea genom sitt dotterbolag AB Linjebuss (LB) en förbindelse med sin båt M/S Betula. LB-färjorna blev snabbt populära då man på dessa hade salonger över bildäck där man kunde umgås, medan man på DSB-färjorna var hänvisad till under bildäck. Man sade att på LB-färjorna turade man medan på DSB-färjorna kurade man. Detta ledde till att även DSB-färjorna införde båtar med salonger över bildäcket 1967. År 1958 startade ännu ett rederi trafik över sundet som endast satsade på passagerartrafik: Sundsbussarna.
Efter hand ökade färjetrafiken över leden allt mer då bilismen och resandet ökade, då båtresan här var kortast och Europavägarna E6 och E4 möttes utanför Helsingborg blev leden den största i Öresund. År 1972 reste över 11 miljoner passagerare över leden och 1998 hade det ökat till 13 miljoner.

### Öresundsbron och tågfärjelinjens upphörande
I och med invigningen av Öresundsbron år 2000 upphörde tågfärjetrafiken, då tågen därefter endast färdades över bron. Efter brons invigning minskade antalet bilöverfarter på HH-leden stadigt. Däremot fortsatte nöjesresandet och turandet, samt gångpassagerare och pendlare. År 2004 hade HH-leden över 12 miljoner passagerare. Fortfarande (2011) föredrar den långväga lastbilstrafiken HH-leden före Öresundsbron. Det beror på att de enligt lag behöver en 45 minuters paus från körandet var fjärde timme, och det får de med färjan och väntetiden. Vägen via Öresundsbron är 40 kilometer längre och leder till längre restid om föraren behöver ta en separat 45 minuters paus.
När Helsingborgs centralstation då kallad Knutpunkten byggdes 1991 slogs de två bilfärjerederierna DSB och LB (då SFL) ihop till Scandlines som för en tid hade monopol på biltrafiken över sundet, men 1996 startade rederiet HH-ferries sin verksamhet vilket innebar att det återigen blev konkurrens på denna del av färjeverksamheten. I december 2006 övertogs Sundsbussarna av Eitzen Holding, som i maj 2007 bytte namn på rederiet till Ace link. Den nya ägaren påbörjade en större satsning på rederiet med målsättningen att öka antalet passagerare och för att uppnå detta beställde man två nya fartyg, avsevärt större än de tidigare Sundsbussarna. Dessa sattes i trafik i slutet av 2007 respektive början av 2008. Den förväntade passagerarökningen uteblev dock och i oktober 2008 lämnade det nya rederiet tillbaka en av de större färjorna till leverantören.
Den 1 september 2009 inleddes ett samarbete mellan HH-Ferries och Scandlines, med målsättningen att bli mer konkurrenskraftiga med Öresundsförbindelsen. Samarbetet innebar gemensamma biljettpriset och samordnade avgångar. I och med sammanslagningen togs en av HH-Ferries färjor ur trafik under lågsäsong och personalstyrkan minskades. Ace links ekonomiska problem fortsatte under hösten samma år och rederiet försattes i oktober 2009 under rekonstruktion. Denna misslyckades och företaget begärdes i konkurs i januari 2010. Under sommaren 2010 återuppstod däremot trafiken med mindre passagerarfärjor på HH-leden då ett nytt rederi påbörjade sin trafik med namnet Sundbusserne A/S. Bolaget tecknade ett avtal med konkursbot efter Ace Link som bland annat bestod av tillstånd att hyra de gamla Sundsbussterminalerna, samt inköp av M/S Siletta Ace, vilket var den enda bevarade färjan från gamla Sundsbussarna. Färjan gavs samma namn som den tidigare haft: M/S Sundbuss Pernille.

## Framtid
Alltsedan slutet av 1800-talet har det diskuterats att bygga HH-tunneln, en tunnel mellan Helsingborg och Helsingör. Argumentet har då varit att detta är den kortaste sträckan över Öresund och att det skulle bli en väsentlig förenkling för trafik mellan exempelvis Köpenhamn och Oslo. Provborrningar gjordes på 1950-talet på svensk sida men därefter har ytterst lite hänt. Denna tågtunnel skulle bli en viktig del av Europabanan, tänkt ny järnväg Stockholm-Köpenhamn.
Helsingborgs stad lobbar ivrigt för att bygga en järnvägstunnel under sundet och har gjort utredningar. De förslag som har tagits fram pekar på en cirka halvmil lång tågtunnel plus att flera banor som nu går ovan jord i Helsingborg måste gå i tunnel för att det inte skall bli några våldsamma lutningar. Utredningen som staden tagit fram föreslår en dubbelspårig persontågstunnel med jämförelsevis branta lutningar, samt en separat längre enkelspårig godstågstunnel med svagare lutning. Helsingör och den danska staten har inte visat något lika starkt intresse. Ett problem är att det i så fall behövs en ny järnväg mellan Helsingör och Köpenhamn då den befintliga är belastad av långsamma lokala tåg med täta stopp.
15 juni 2010 beslutade Sveriges och Danmarks regeringar att starta en utredning om en tunnel. Man bedömer att Öresundsbron inte räcker efter 2018 då Fehmarn Bält-förbindelsen beräknas vara klar och man vill flytta godstrafik från färja till tåg. Den avslutades november 2011 med resultatet att projektet tas med i framtida planer, dock utan tidsatt byggstart.
Planer på en biltunnel förekom under 1970-talet på både svensk och dansk sida. På dansk sida är detta väldigt märkbart då motorvägen E47/E55 slutar tvärt med avfart 3 utanför Helsingör. Planen har gått ut på att fortsätta med motorvägen norr om Helsingör för att bygga en tunnel som kommer upp på den norra sidan av Helsingborg för att anslutas till motorvägsnätet vid Väla. Vid ett ministermöte i Malmö den 15 juni 2010 visade både svenska och danska ministrar intresse för byggandet av någon form av fast anslutning av HH-leden.
När det gäller färjorna har kritiken gällt att dessa saknar avgasrening och att båtarna tillsammans med trafiken allvarligt försämrat innerstadsluften i Helsingborg med överskridna maxvärden. Ett miljöprogram för både biltrafiken och färjorna har tagits fram och förhoppningen är att samtliga färjor skall ha avgasrening och att de inte skall släppa ut avgaser vid kajen utan anslutas till olika fasta uttag innan 2010. Dessutom har HH Ferries beslutat att konvertera två av sina färjor Tycho Brahe och Aurora till ren batteridrift med start hösten 2016. Allt skall vara klart under 2017.

## Fartyg som trafikerat leden
| DSB - S/S Kronprinsesse Louise, (1892–1902/1922–1935) - S/S Thyra, (1893–1898) - S/S Kronprins Frederik, (1898–1922) - S/S Helsingborg, (1902–1946) - S/S Dan, (1935–1973) - S/S Svea, (1937–1976) - S/S Holger Danske, (1945–?) - S/S Orehoved / S/S Kärnan (efter 1950), (1946–1970) - M/S Helsingør, (1955–1987) - M/S Hälsingborg, (1960–1987) - M/S Najaden, (1967–1987) - M/S Kärnan, (1970–1991) - M/S Kronborg, (1973–1991) - M/S Holger Danske, (1976–1991) - M/S Fynshav, (1986) - M/S Prinsesse Elisabeth, (1987–1997) - M/S Prinsesse Anne-Marie, (1987–1993, 1995, 1996–1997) | LB/SFL - S/S Betula, (1955–1971) - M/S Pendula, (1959–1960) - M/S Primula, (1960–1976) - M/S Carola, (1964–1991) - M/S Betula, (1968–1992) - M/S Regula, (1971–1996) - M/S Ursula, (1973–1996) - M/S Dana Scarlett, (1975–1985) | Sundsbussarna/Ace Link - M/S Sundbuss Henrik, (1958–1966) - M/S Sundbuss Pernille, (1958–1966) - M/S Sundbuss Jeppe, (1959–1973) - M/S Sundbuss Henrik II, (1964–1975) - M/S Sundbuss Pernille II, (1965–1975) - M/S Sundbuss Baronen, (1969–1981) - M/S Sundbuss Erasmus, (1971–2001) - M/S Sundbuss Jeppe, (1974–2004) - M/S Sundbuss Magdelone, (1972–2007) - M/S Simara Ace, (2007–2008) |